# Jasenovo Polje
Jasenovo Polje este un sat din comuna Nikšić, Muntenegru.

## Demografie
În satul Jasenovo Polje locuiesc 66 de persoane adulte, iar vârsta medie a populației este de 49,0 de ani (45,4 la bărbați și 52,2 la femei). În localitate sunt 28 de gospodării, iar numărul mediu de membri în gospodărie este de 2,75.
|  |

| Demografie | Demografie | Demografie |
| An         | Locuitori  | Locuitori  |
| ---------- | ---------- | ---------- |
|            |            |            |
|            |            |            |
|            |            |            |
|            |            |            |
| 1948       | 318        |            |
| 1953       | 319        |            |
| 1961       | 329        |            |
| 1971       | 265        |            |
| 1981       | 144        |            |
| 1991       | 71         | 71         |
| 2003       | 77         | 77         |

| \| Componența etnică conform recensământului din 2003[2] \| Componența etnică conform recensământului din 2003[2] \| Componența etnică conform recensământului din 2003[2] \| Componența etnică conform recensământului din 2003[2] \| Componența etnică conform recensământului din 2003[2] \| \| ----------------------------------------------------- \| ----------------------------------------------------- \| ----------------------------------------------------- \| ----------------------------------------------------- \| ----------------------------------------------------- \| \| \| \| \| \| \| \| Muntenegreni \| Muntenegreni \| \| 58 \| 75,32% \| \| Sârbi \| Sârbi \| \| 19 \| 24,67% \| \| necunoscută \| necunoscută \| \| 0 \| 0% \| |              |  |    |        |
| Componența etnică conform recensământului din 2003 |              |  |    |        |
| |              |  |    |        |
| Muntenegreni | Muntenegreni |  | 58 | 75,32% |
| Sârbi | Sârbi        |  | 19 | 24,67% |
| necunoscută | necunoscută  |  | 0  | 0%     |